# Castelo de Langeais

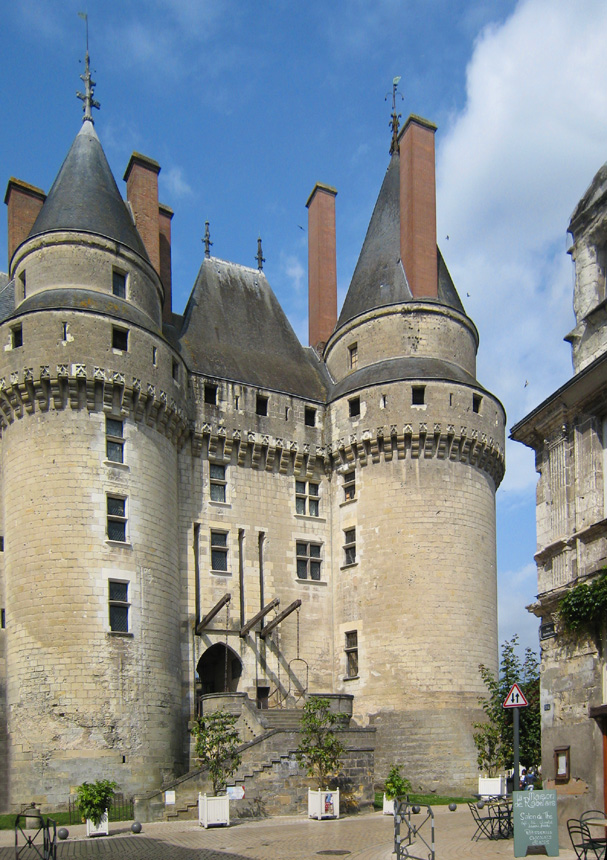
Entrada do Castelo de Langeais

O Castelo de Langeais (em francês: Château de Langeais) é um castelo do departamento de Indre-et-Loire, na França. Foi construído sobre um promontório rochoso criado pelo pequeno vale do rio Roumer, na abertura do Vale do Loire. Apesar de parecer escuro e ameaçador, as salas no seu interior são ricamente decoradas.
O Castelo de Langeais está classificado como Monumento Nacional desde Março de 1922.

## História

### Construção
O Castelo de Langeais foi originalmente construído como uma fortaleza, no século X, por Foulques Nerra de Anjou. Aquele Conde de Anjou empreendeu a construção de numerosas obras de defesa durante o seu reinado, entre as quais se encontram o primitivo Castelo de Langeais.

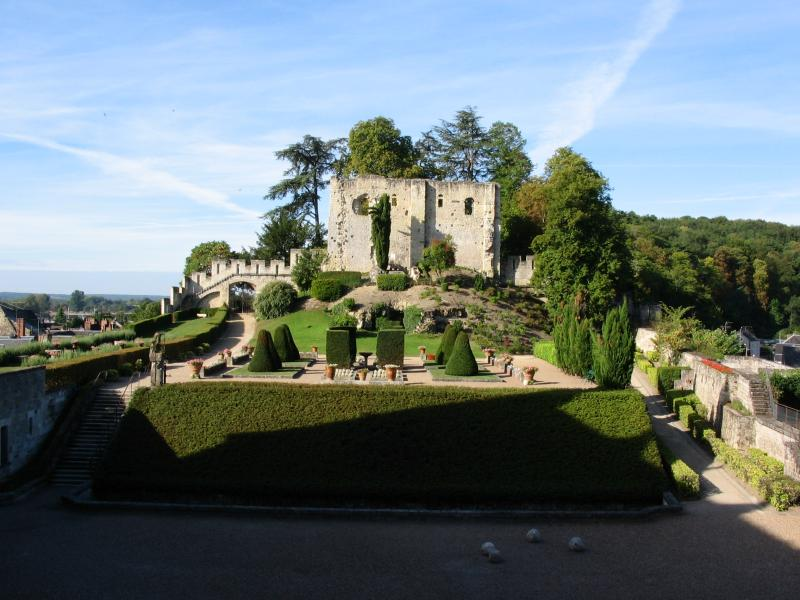
As ruínas ao fundo do jardim

### Os Plantagenetas
Sob o domínio da dinastia inglesa dos Plantagenetas, o castelo foi fortificado e expandido por Ricardo, Coração de Leão. No entanto, Filipe II da França recuperou-o em 1206, sendo posteriormente destruído pelos ingleses durante a Guerra dos Cem Anos. Do edifício desta época subsiste uma fachada da torre principal, chamada de "donjon de Foulques Nerra" ("torre de menagem de Foulques Nera").

### Os reis de França

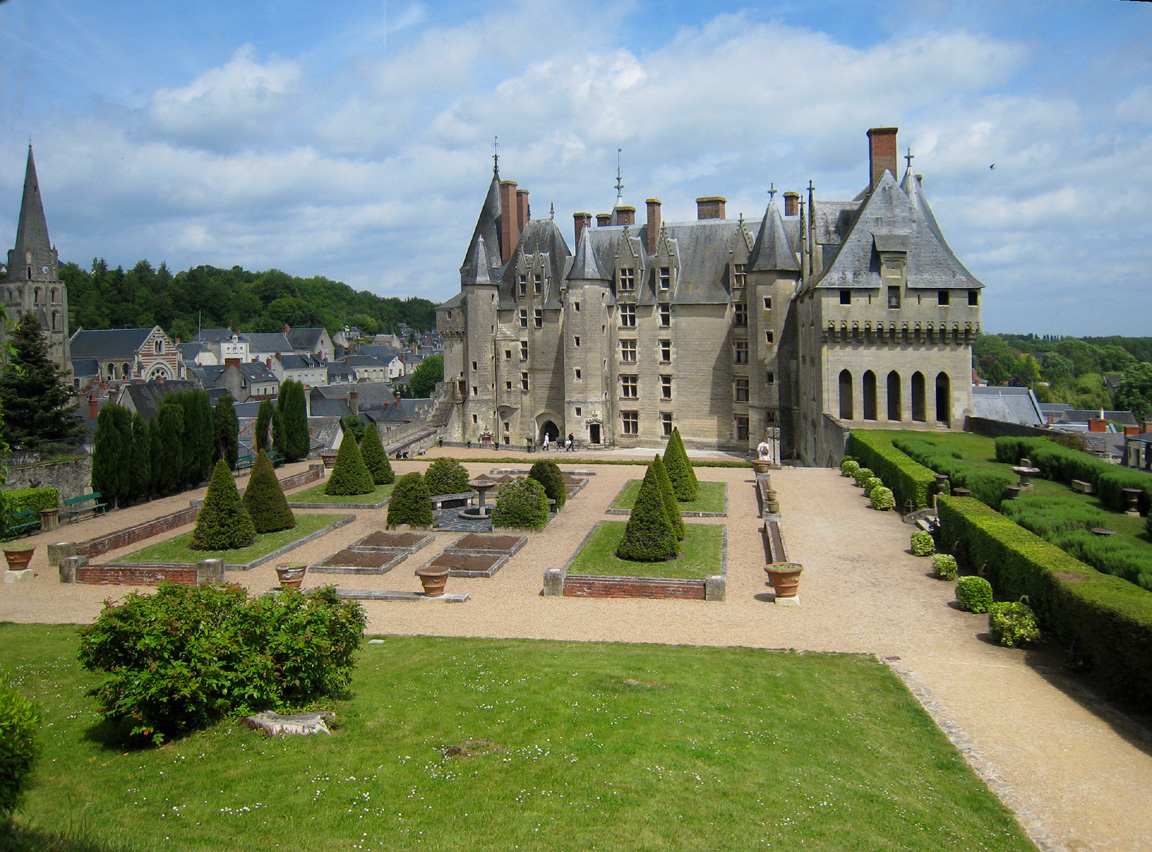
Fachada do Castelo de Langeais voltada para o jardim

Em 1465, Luís XI (1461-1483) ordenou a reconstrução do castelo abaixo dos vestígios do antigo edifício. Os trabalhos foram conduzidos sob a direcção de Jean Bourré, tesoureiro de França e amigo do rei. O castelo seria terminado em 1469.
Muito bem conservado e pouco remodelado, é hoje um belo exemplo da arquitectura medieval tardia. Caracteriza-se e é particularmente conhecido pela sua ponte levadiça, pelos seus altos tectos, pelos seus mata-cães, pelo seu caminho de ronda e pelas suas chaminés monumentais e finamente esculpidas; Langeais está, de facto, na charneira entre a Idade Média e o Renascimento, com a sua fachada oeste, do lado do jardim, a oferecer uma outra imagem. marcada pelas decorações de tipo renascentista.

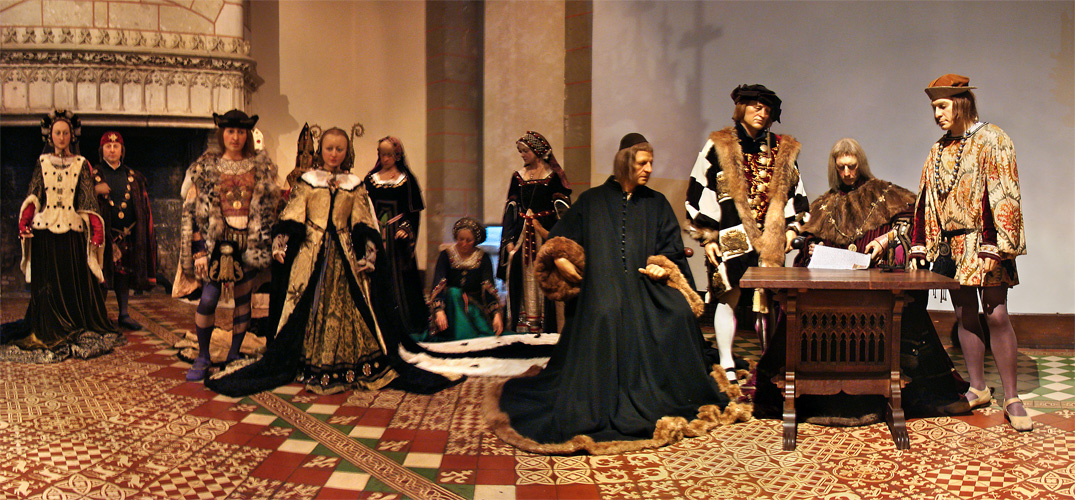
Casamento real de Carlos VIII e Ana da Bretanha

O acontecimento mais marcante da vida no castelo foi o casamento real entre Carlos VIII e Ana da Bretanha, celebrado às 7 horas da manhã do dia 6 de Dezembro de 1491 no grande salão. A jovem duquesa tinha então apenas 14 anos e o seu casamento assinalou o fim da independência do ducado da Bretanha, unindo-o permanentemente à França. No entanto, a Duquesa Ana, não satisfeita com o casamento politicamente organizado, chegou ao castelo com a sua comitiva transportando duas camas. Na segunda metade do século XX, a cena do casamento foi reconstituida para a visita, pelo escultor Daniel Druet, com manequins de cera acompanhados por som e luz.
Até ao reinado de Luís XIII, o domínio de Langeais manteve-se na posse da Coroa de França, que o deu por vezes a título de indemnizaçáo ou recompensa. Em seguida, pertenceu a diferentes famílias.

### O castelo no século XIX

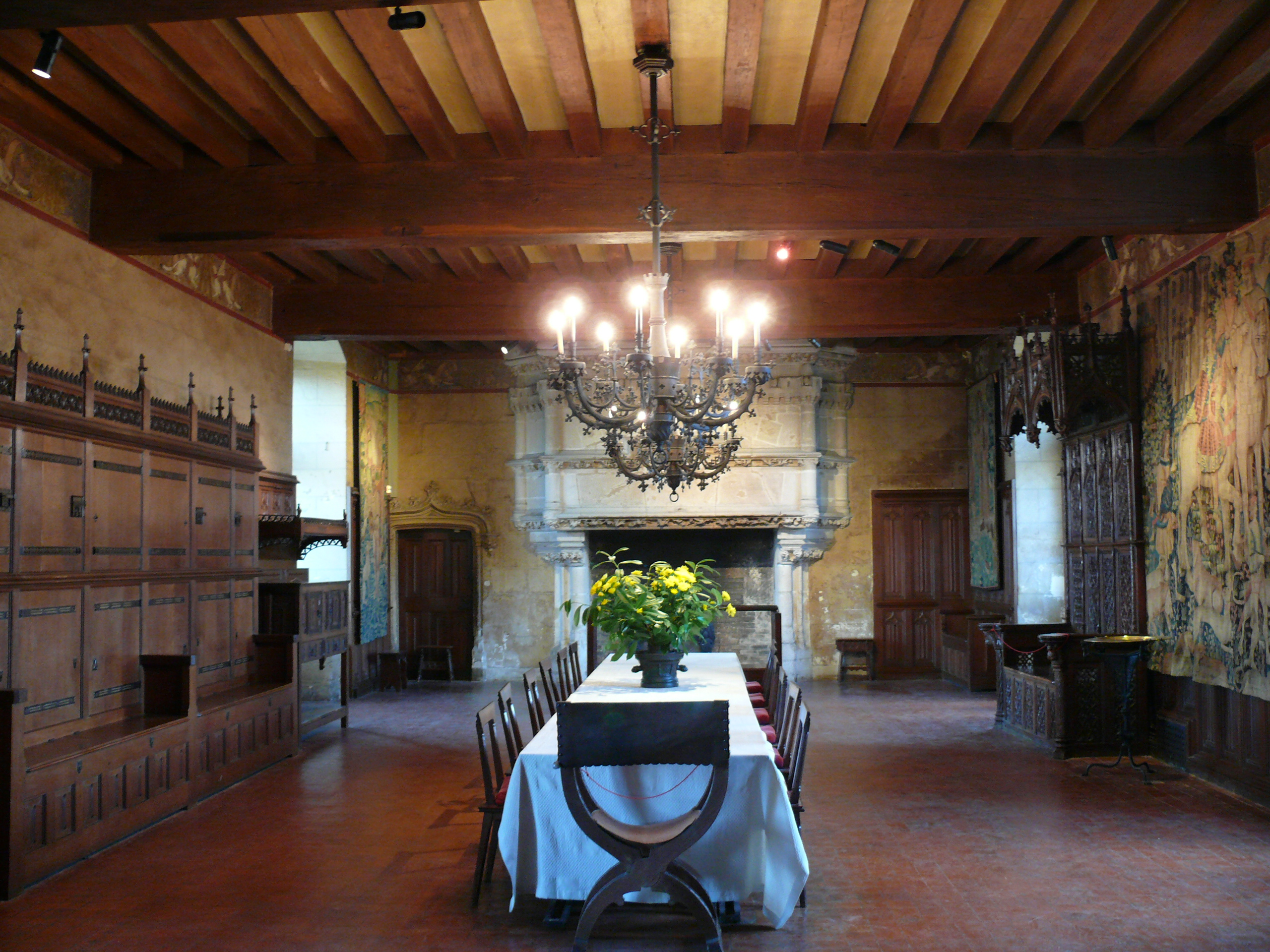
A sala de banquetes

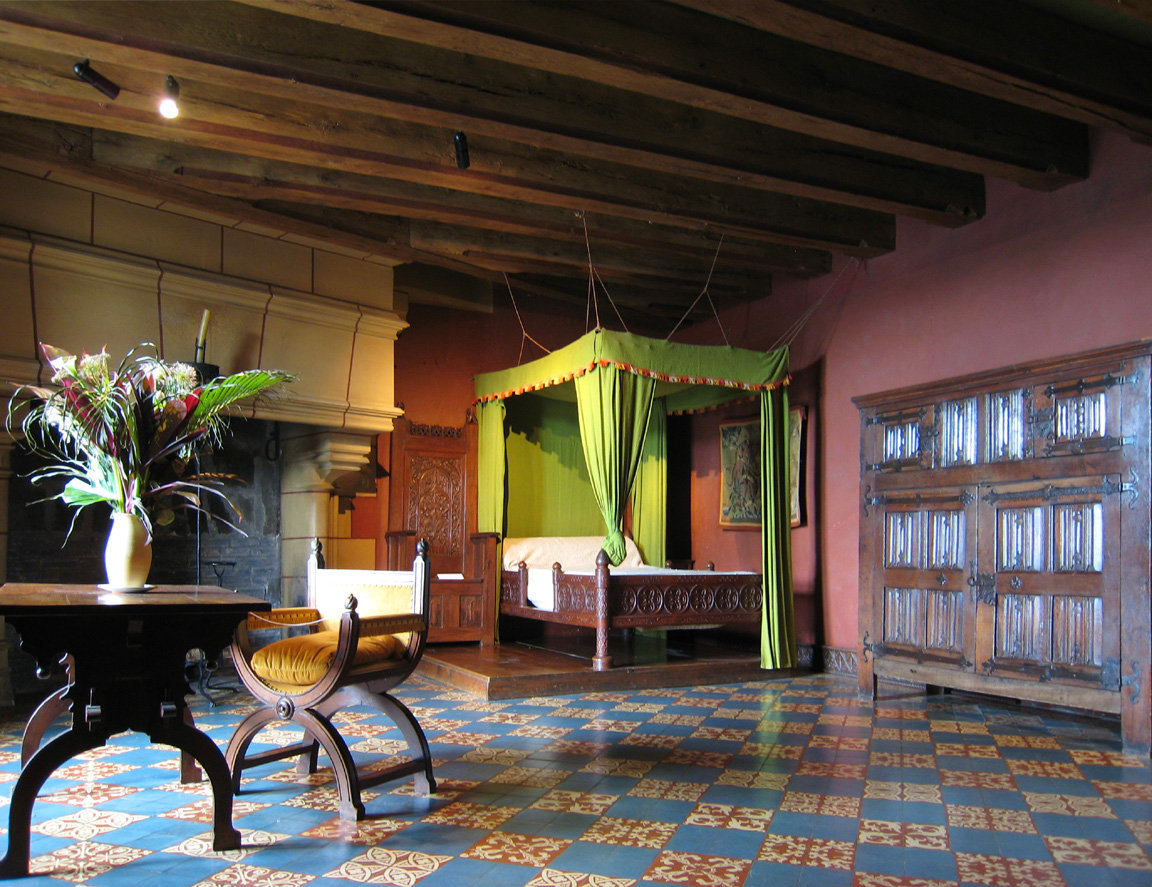
Um quarto

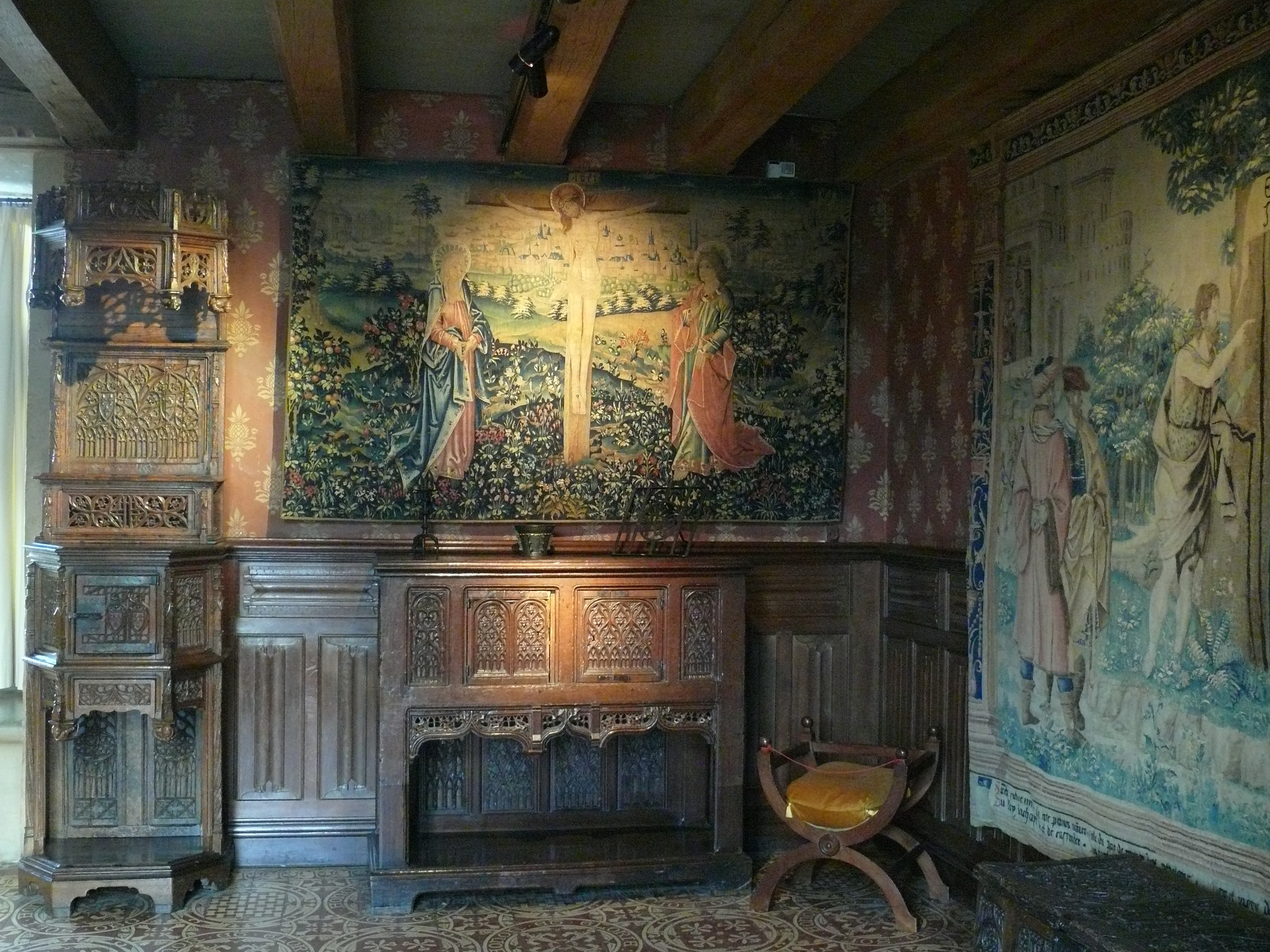
Móveis e tapeçarias da câmara de paramento

Deixados ao abandono aquando da revolução e no início do século XIX, os edifícios foram restaurados, a partir de Abril de 1839, pelo Sr. Baron, advogado em Paris.
Casimir Boisleve (presidente de câmara a partir de 1830) sonhou com uns novos paços do concelho. Em 1838, expôs ao conselho municipal o seu projecto de aquisição do castelo que está à venda desde a morte da Srª Moisant, última proprietária (...) : "Já vários especuladores se apresentaram para o comprar e demolir a fim de vender os materiais" (...) Mas a despesa é importante e apesar dos esforços do Sr. Boisleve o castelo encontrou comprador na pessoa do Sr. Baron a partir de Abril de 1839. A joia de Langeais está num estado deplorável. O município, locatário parcial, transformou a grande sala de baixo em cavalariças para os cavalos dos policias. Uma outra parte está afecta ao auditório da justiça de paz e à prisão regional. Os vizinhos ocupam como suas as caves e as áreas de serviço. O parque está dividido em sessenta parcelas consagradas às árvores de fruta e à vinha
Os especuladores evocados pelo presidente da câmara em 1838 são, talvez, a associação de demolidores-recuperadores de bens tristemente célebres sob a alcunha de "Bande Noire" - entre os quais se encontra o orleanense Pilté-Grenet - autores da demolição quase completa e da venda de como materiais de construção dps castelos poitouvinos de Richelieu e de Bonnivet.
O castelo habitado, restaurado e remobilado, foi esvaziado das suas coleções.
O Sr. Baron smandou restaurar esta antiga residência senhorial com um entendimento perfeito da arquitectura duma imponente simplicidade (...) não se contentou em restaurar com um gosto verdadeiramente artístico (..) Igualado ao bom Du Sommerard, formou uma espécie de museu.
Trinta anos depois desta evocação o filho de Christophe Baron, para liquidar dívidas importantes, vendeu esta importante colecção de 822 números.

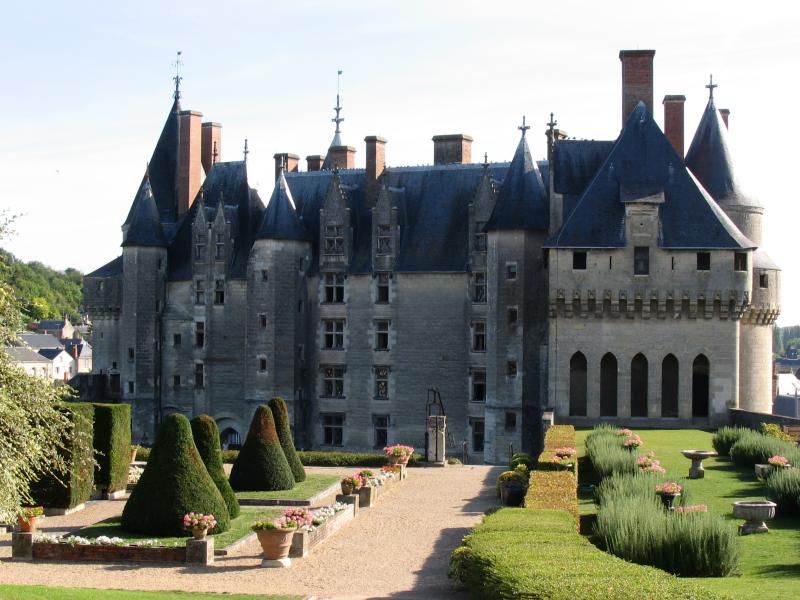
Fachada voltada ao jardim

Dois anos antes, a Srª Baron, proprietária do castelo, doou ao Museu de Belas-artes de Tours uma grande réplica em bronze - fundido em 1839 nos moldes originais - da célebre "Diane Chasseresse" (Diana Caçadora) de Houdon, uma das mais famosas esculturas do século XVIII, muitas vezes reproduzida em seguida.
Após a morte do filho Baron, o castelo foi adquirido no dia 28 de Julho de 1886, por Jacques Siegfried, banqueiro e homem de negócios natural de Mulhouse - tio de André Siegfried. O novo proprietário iniciou um programa de restauro que duraria 20 anos, instalando uma notável uma colecção de tapeçarias e mobiliário, antes de legar o edifício ao Instituto de França, no dia 22 de Março de 1904 (acta Colin-Langeais), instituição que ainda o detém actualmente.
O castelo encontra-se aberto ao público, apresentando um atraente conjunto de salas mobiladas que dão uma ideia do ambiente numa residência senhorial no final da Idade Média